# ستارايا روسا
ستارايا روسا (بالروسية: Старая Русса) هي إحدى مدن روسيا في الكيان الفدرالي الروسي نوفغورود أوبلاست.

## الجغرافيا

### المناخ
| البيانات المناخية لـستارايا روسا  | البيانات المناخية لـستارايا روسا | البيانات المناخية لـستارايا روسا | البيانات المناخية لـستارايا روسا | البيانات المناخية لـستارايا روسا | البيانات المناخية لـستارايا روسا | البيانات المناخية لـستارايا روسا | البيانات المناخية لـستارايا روسا | البيانات المناخية لـستارايا روسا | البيانات المناخية لـستارايا روسا | البيانات المناخية لـستارايا روسا | البيانات المناخية لـستارايا روسا | البيانات المناخية لـستارايا روسا | البيانات المناخية لـستارايا روسا |
| الشهر                             | يناير                            | فبراير                           | مارس                             | أبريل                            | مايو                             | يونيو                            | يوليو                            | أغسطس                            | سبتمبر                           | أكتوبر                           | نوفمبر                           | ديسمبر                           | المعدل السنوي                    |
| --------------------------------- | -------------------------------- | -------------------------------- | -------------------------------- | -------------------------------- | -------------------------------- | -------------------------------- | -------------------------------- | -------------------------------- | -------------------------------- | -------------------------------- | -------------------------------- | -------------------------------- | -------------------------------- |
| الدرجة القصوى °م (°ف)             | 10.2 (50.4)                      | 10.9 (51.6)                      | 18.3 (64.9)                      | 26.1 (79.0)                      | 31.6 (88.9)                      | 34.0 (93.2)                      | 35.4 (95.7)                      | 36.4 (97.5)                      | 31.2 (88.2)                      | 23.6 (74.5)                      | 13.5 (56.3)                      | 10.5 (50.9)                      | 36.4 (97.5)                      |
| متوسط درجة الحرارة الكبرى °م (°ف) | −3.5 (25.7)                      | −3.0 (26.6)                      | 2.7 (36.9)                       | 10.9 (51.6)                      | 17.8 (64.0)                      | 21.3 (70.3)                      | 23.5 (74.3)                      | 21.6 (70.9)                      | 15.8 (60.4)                      | 9.0 (48.2)                       | 2.0 (35.6)                       | −1.7 (28.9)                      | 9.7 (49.5)                       |
| المتوسط اليومي °م (°ف)            | −6.4 (20.5)                      | −6.4 (20.5)                      | −1.2 (29.8)                      | 6.1 (43.0)                       | 12.3 (54.1)                      | 16.1 (61.0)                      | 18.3 (64.9)                      | 16.5 (61.7)                      | 11.4 (52.5)                      | 5.9 (42.6)                       | −0.3 (31.5)                      | −4.3 (24.3)                      | 5.7 (42.3)                       |
| متوسط درجة الحرارة الصغرى °م (°ف) | −9.2 (15.4)                      | −9.8 (14.4)                      | −5.1 (22.8)                      | 1.3 (34.3)                       | 6.7 (44.1)                       | 10.8 (51.4)                      | 13.1 (55.6)                      | 11.4 (52.5)                      | 7.0 (44.6)                       | 2.7 (36.9)                       | −2.5 (27.5)                      | −6.8 (19.8)                      | 1.6 (34.9)                       |
| أدنى درجة حرارة °م (°ف)           | −37.7 (−35.9)                    | −38.4 (−37.1)                    | −28.0 (−18.4)                    | −12.2 (10.0)                     | −3.9 (25.0)                      | −0.2 (31.6)                      | 4.5 (40.1)                       | 0.3 (32.5)                       | −5.0 (23.0)                      | −13.2 (8.2)                      | −27.5 (−17.5)                    | −31.0 (−23.8)                    | −38.4 (−37.1)                    |
| الهطول مم (إنش)                   | 44.8 (1.76)                      | 32.1 (1.26)                      | 31.8 (1.25)                      | 34.1 (1.34)                      | 54.5 (2.15)                      | 73.7 (2.90)                      | 77.9 (3.07)                      | 80.3 (3.16)                      | 61.4 (2.42)                      | 58.8 (2.31)                      | 53.1 (2.09)                      | 46.3 (1.82)                      | 648.8 (25.54)                    |
| المصدر: meteolabs.ru              |                                  |                                  |                                  |                                  |                                  |                                  |                                  |                                  |                                  |                                  |                                  |                                  |                                  |

## أعلام
- ماريانا ناوموفا
- أدولف يوربان